# 三叶委陵菜
三叶委陵菜（学名：Potentilla freyniana）是蔷薇科委陵菜属的植物。分布在朝鲜、日本、俄罗斯以及中国大陆的山西、湖北、浙江、湖南、福建 、陕西、江北、辽宁、江西、山东、甘肃、吉林、贵州、四川、黑龙江、云南等地，生长于海拔300米至2,100米的地区，多生于山坡草地、溪边和疏林下阴湿处。

## 变种
- Potentilla freyniana Bornm. var. sinica Migo